# Rotvoll
Rotvoll (även Rotvold, fornnorska Rótvöllr), gods i Trøndelag fylke, och numera även stadsdel i östra Trondheim, Norge.

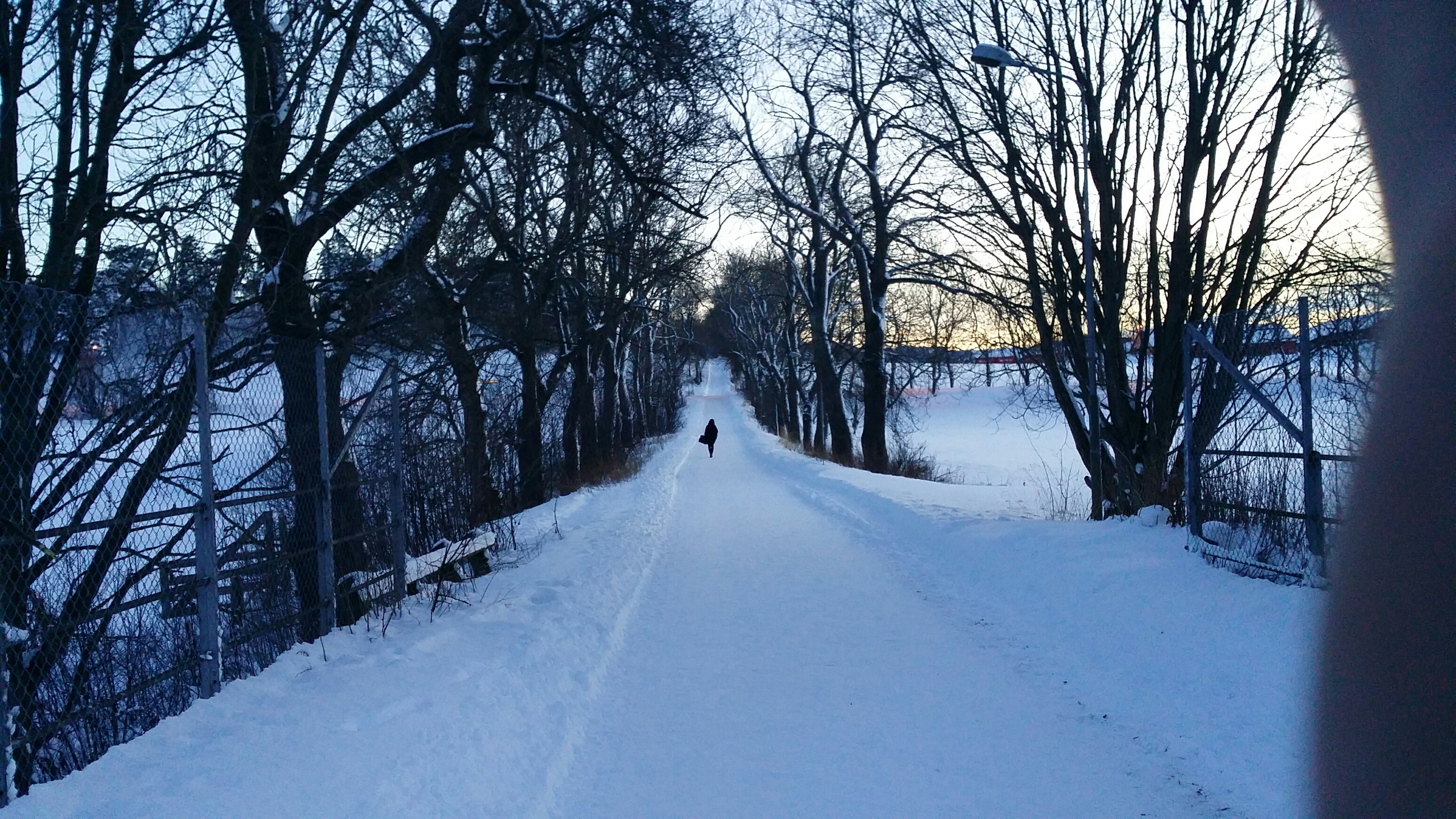
Allén till Rotvoll.

Åren 1777-1801 ägdes godset av vägingenjören Nicolai Frederik Krohg. Rotvoll inköptes 1865 av norska staten som där, på förslag av psykiatern Ludvig Vilhelm Dahl, den 5 januari 1872 öppnade Rotvolds asyl för sinnessjuka.
Den nuvarande stadsdelen domineras av avdelningen för lärarutbildning vid Høgskolen i Sør-Trøndelag, som är inrymt i den tidigare asylen, och av Statoil forskningssenter. Området består även av betydande våtmarksområden som är kända för sitt rika fågelliv. Rotvoll är också en hållplats på Meråkerbanen.